# 中量级
中量级（英語：middleweight）是搏击运动的体重级别之一。

## 拳击
拳击运动中中量级的划分标准为不超过154磅（70公斤）至160磅（73公斤）。这一级别大约建立于1840年代。
伯纳德·霍普金斯保持着该级别连续卫冕的纪录，共20次成功卫冕国际拳击联合会（IBF）拳王。

### 现任中量级世界拳王
| 组织        | 日期           | 拳王                  | 战绩           | 卫冕次数 |
| ----------- | -------------- | --------------------- | -------------- | -------- |
| WBA（超级） | 2022年4月9日   | 根纳季·戈洛夫金       | 42-1-1 (37 KO) | 0        |
| WBA（常规） | 2021年5月1日   | 埃里斯蘭迪·拉臘       | 29-3-3 (17 KO) | 1        |
| WBC         | 2019年6月26日  | 傑莫爾·查洛           | 32-0 (22 KO)   | 4        |
| IBF         | 2019年10月5日  | 根纳季·戈洛夫金       | 42-1-1 (37 KO) | 2        |
| WBO         | 2018年10月20日 | 德梅特里烏斯·安德拉德 | 31-0 (19 KO)   | 5        |

## 踢拳
在踢拳运动中，不同组织对中量级的划分标准并不相同，如国际踢拳联合会的标准为159.1磅至165磅（72.5公斤至75公斤），而Glory则规定为85公斤（187磅）以下。

## 综合格斗
在综合格斗中，中量级的标准为171磅至185磅（77.5公斤至84公斤）。